# أشعة خضراء

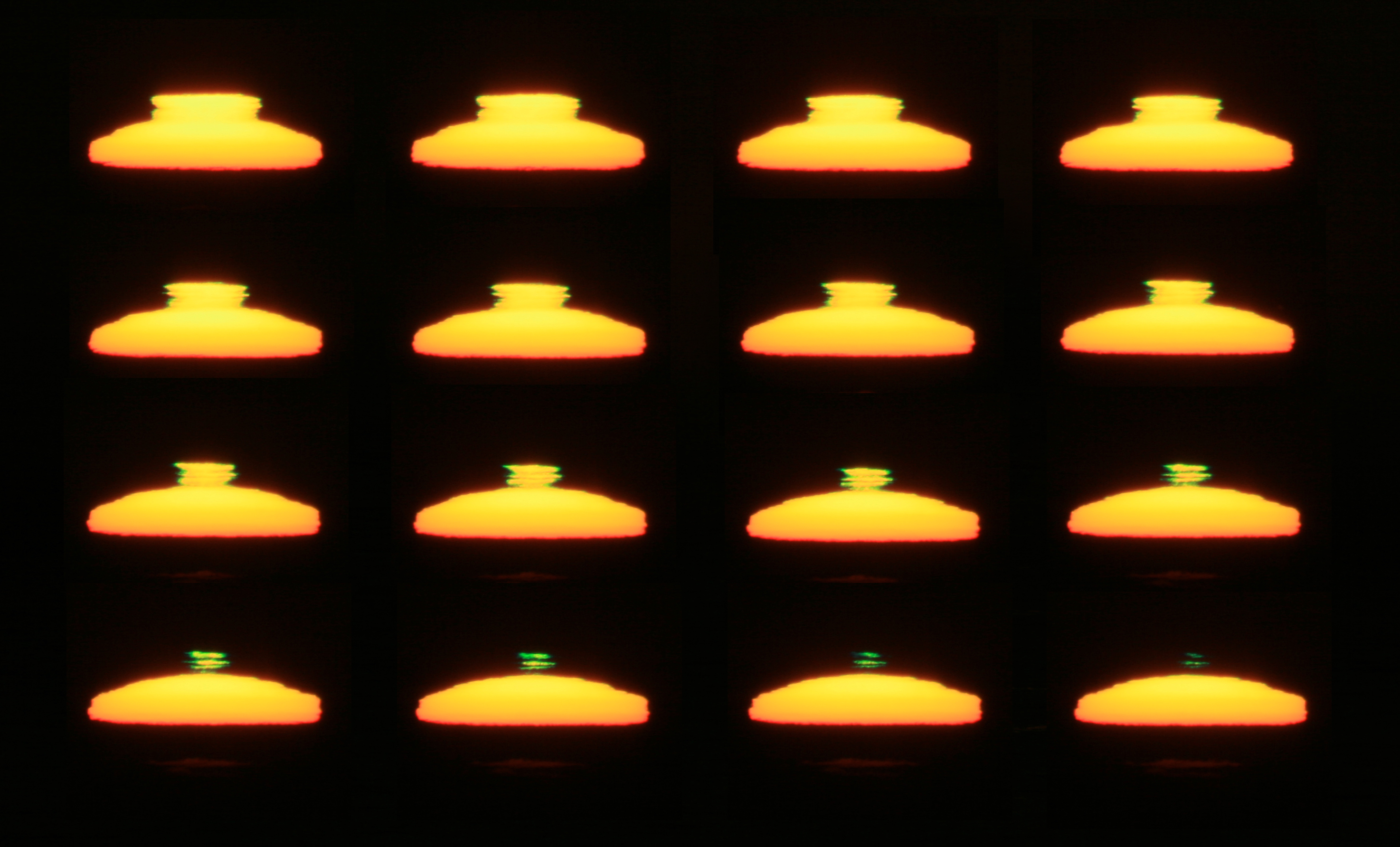
مراحل تشكل الأشعة الخضراء للشمس في سان فرانسيسكو

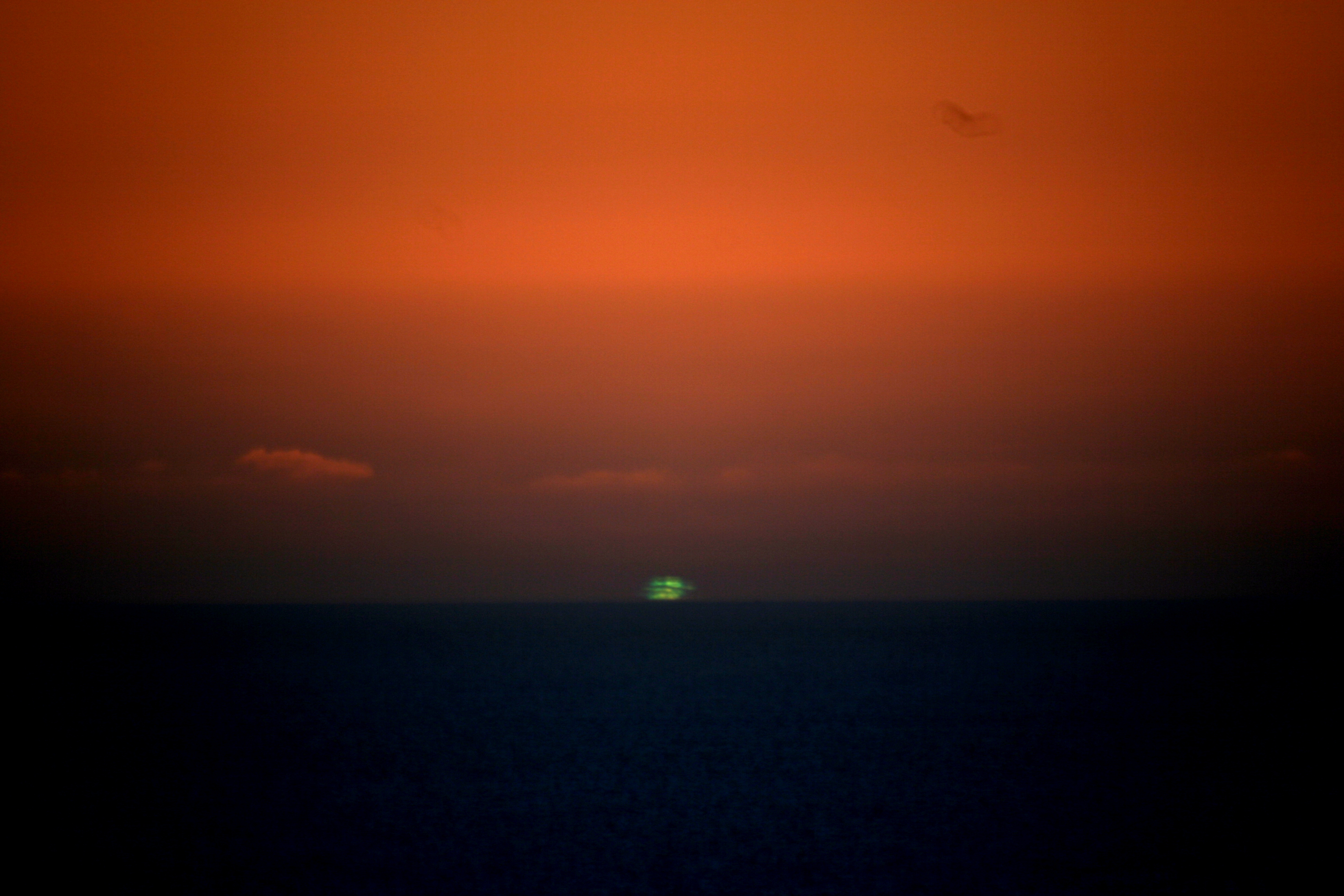
أشعة خضراء للشمس مصورة في كاليفورنيا.

الأشعة الخضراء أو الوميض الأخضر هي ظاهرة بصرية تلاحظ أحياناً لعدة ثوان بعد غروب الشمس أو قبل الشروق وذلك عند توفر الشروط الملائمة للملاحظة، حيث تظهر بقعة خضراء على الحافة العلوية لقرص الشمس (تظهر لمدة ثوان) ، وقد يظهر على شكل شعاع أخضر ينطلق من قرص الشمس عند نقطة الغروب.
إن هذه الظاهرة الطبيعية نادرة الحدوث، وكان D.K.J. O'Connell أول من التقط صورة ملونة لهذه الظاهرة، وذلك سنة 1960 عندما كان يراقب السماء عند غروب الشمس بمرصد الفاتيكان.

## مراقبة الظاهرة
يمكن رؤية الأشعة الخضراء من أي ارتفاع كان, يمكن عادة رؤية الظاهرة في الأفق المسطح والغير محجوب, مثل المحيط ولكن الأمر أيضا ممكن إذا كان من ارتفاع قمة جبل عالي, ويمكن للظاهرة الحدوث في أي ارتفاع برغم من ان الظاهرة لا تستمر لأكثر من ثانية على خط الاستواء.

## التفسير الفيزيائي

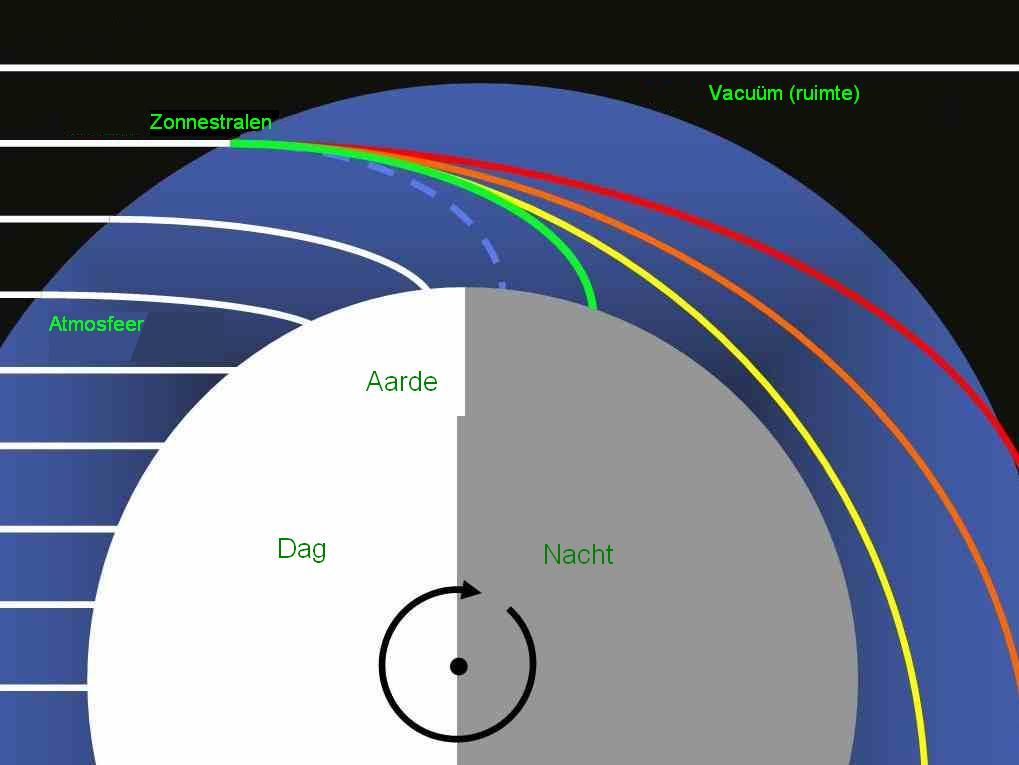
تفسير ظهور التوهج الأخضر.

انكسار الضوء (وهذا يحدث في الغلاف الجوي على الأخص ساعة الغروب وساعة الشروق.

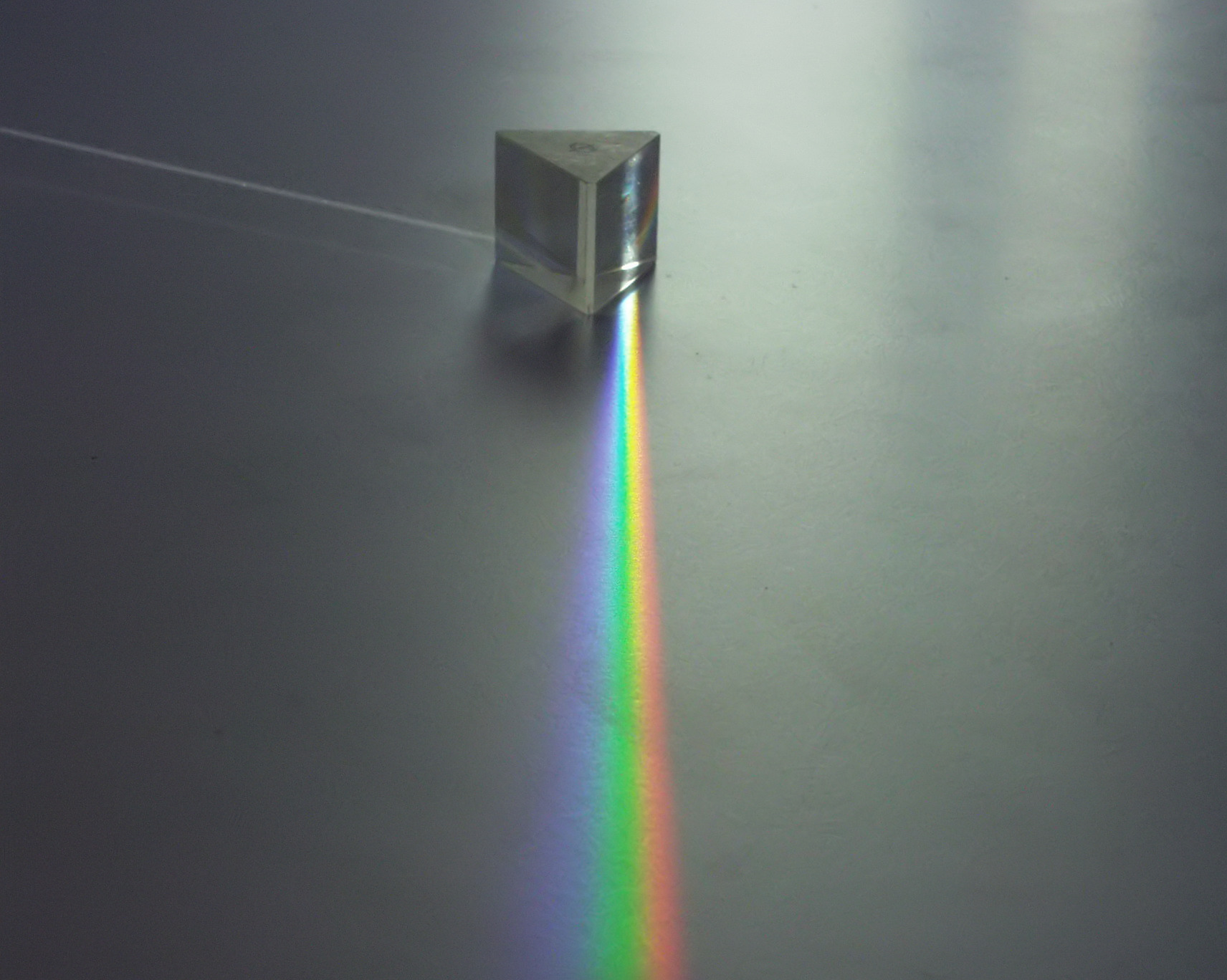
تحلل الضوء الأبيض عند انكساره داخل المنشور إلى ألوان الطيف.

يعتمد الضوء الأبيض للشمس على الطول الموجي للضوء. ينكسر انكسار الضوء في الغلاف الجوي للأرض عند الغروب والشروق وبالتالي يتحول إلى ألوان طيفية (لهذا نري السماء وقت غروب الشمس حمراء والشمس صفراء، وكذلك وقت الشروق). هذا لأن الضوء الأزرق ينكسر أكثر من الضوء الأخضر، والذي بدوره ينكسر أكثر من الأصفر والأحمر. نظرًا لأن الانكسار يكون أقوى بالقرب من الأفق، فإن هذا هو المكان الذي يتم فيه تقسيم آخر للضوء وقت  غروب الشمس إلى ألوانه الطيفية. فنجد أن الجزء الشمسي له حافة شمس حمراء وخضراء وزرقاء. ومع ذلك، فإن الاختلافات صغيرة جدًا وتبلغ حوالي واحد على ستين فقط من القطر المرئي للشمس من الأحمر إلى الحافة الزرقاء للشمس. وعندما تختفي بالتدريج   الدوائر الداخلية للضوء الحمراء والصفراء أولاً، تبقى الحواف الخضراء والزرقاء فقط فوق الأفق. ولكن  الضوء الأزرق يخضع لتشتت قوي في الغلاف الجوي للأرض، وبالتالي يصعب رؤيته فوق القرص الشمسي. فعادة لا يتبقى سوى اللون الأخضر فوق طرف الشمس (في طيف الضوء بين الأصفر والأزرق) ويمكن رؤيته لبضع ثوان.

## اقرأ أيضاً
- غروب الشمس
- ظاهرة بصرية